# Савинов, Дмитрий Глебович
Дми́трий Гле́бович Са́винов (20 марта 1941, Ленинград — 24 августа 2023) — советский и российский археолог, специалист по древней и средневековой археологии и истории Сибири. Доктор исторических наук (1987), профессор (1991), заведующий кафедрой археологии СПбГУ (1996—2001).

## Биография
Родился в семье живописцев Г. А. Савинова и О. Б. Богаевской
В 1964 г. окончил исторический факультет Ленинградского государственного университета по кафедре археологии.
Начиная с 1959 г. до середины 1990-х годов принимал участие в археологических экспедициях (с 1965 г. — в должности начальника отряда, затем — экспедиции). Работы велись в основном в Туве, Хакасии, Горном и степном Алтае, Кемеровской и Новосибирской областях.
В 1965—1966 гг. служил в Советской армии.
С 1968 по 1984 гг. работал на вновь открытой тогда кафедре этнографии и антропологии ЛГУ (зав. кафедрой — профессор Р. Ф. Итс): сначала в должности ассистента, с 1977 г. — доцента.
В 1974 г. защитил кандидатскую диссертацию на тему «Культура населения Южной Сибири предмонгольского времени (X—XII века)».
С 1984 по 1989 гг. — старший, затем ведущий сотрудник Ленинградского отделения Института археологии АН СССР (ныне — Институт истории материальной культуры РАН), руководитель группы новостроечных экспедиций и начальник Средне-Енисейской археологической экспедиции.
В 1987 году защитил докторскую диссертацию на тему «Формирование и развитие раннесредневековых археологических культур Южной Сибири».
В 1989—1990 гг. работал в должности ведущего научного сотрудника Музея антропологии и этнографии «Кунсткамера» (МАЭ РАН).
С 1991 г. профессор кафедры археологии исторического факультета Санкт-Петербургского государственного университета. В 1996—2002 гг. был заведующим кафедрой археологии СПбГУ.
В 2000 г. за цикл научных работ ему присуждена Университетская премия I степени; в 2006 г. — Университетская премия «За педагогическое мастерство».
Научные интересы Д. Г. Савинова: археология степных обществ от эпохи бронзы до монгольского времени; проблема соотнесения различных видов источников — археологических, письменных и этнографических; памятники древнего изобразительного искусства.
Скончался 24 августа 2023 года на 83-м году жизни.

## Основные труды
- К вопросу этнографии севера Центральной Азии в предмонгольское время // Проблемы отечественной и всеобщей истории. Вып. 2. Л., 1973. С. 23-28;
- Этнокультурные связи населения Саяно-Алтая в древнетюркское время // Тюркологический сборник 1972 года. М., 1973. С. 339—350;
- Об основных этапах развития этнической общности кыпчаков на юге Западной Сибири // История, археология и этнография Сибири. Томск, 1979. С. 53-72;
- Народы Южной Сибири в древнетюркскую эпоху. Л., 1984. 176 с.;
- Основные этапы этнической истории алатов // Историческая этнография (проблемы археологии и этнографии. Вып. III). Л., 1985. С. 30-39;
- Об основных этапах археолого-этнографических реконструкций // Проблемы исторической интерпретации археологических и этнографических источников. Томск, 1990. С. 5-8;
- К изучению этнополитической истории народов Южной Сибири в скифскую эпоху // Историческая этнография. СПб., 1993. С. 128—135 (Проблемы археологии и этнографии. Вып. 4);
- Государства и культурогенез на территории Южной Сибири в эпоху раннего средневековья. Кемерово, 1994. 214 с.;
- Археолого-этнографический комплекс Торгажака. Эпоха поздней бронзы // Интеграция археологических и этнографических исследований. Омск, 1998. С. 54-57;
- Древнетюркские племена в зеркале археологии // Кляшторный С. Г., Савинов Д. Г. Степные империи древней Евразии. СПб., 2005. С. 183—341;
- Система социально-этнического подчинения в истории кочевников Центральной Азии и Южной Сибири // Монгольская империя и кочевой мир. Улан-Удэ, 2005. Кн. 2. С. 31-43[2].

## Награды
- Премия имени И. Е. Забелина (2021) — за цикл работ, посвященных изучению проблем культурогенеза Евразийских степей от эпохи бронзы до монгольского времени